# Saint-Rémy-du-Val
Saint-Rémy-du-Val là một xã trong tỉnh Sarthe ở tây bắc nước Pháp. Xã này nằm ở khu vực có độ cao trung bình 160 mét trên mực nước biển.